# Инсурецей (Телеорман)
Инсурецей (рум. Însurăței) — село у повіті Телеорман в Румунії. Входить до складу комуни Дідешть.
Село розташоване на відстані 99 км на захід від Бухареста, 46 км на північний захід від Александрії, 85 км на схід від Крайови.

## Населення
За даними перепису населення 2002 року у селі проживали 355 осіб, з них 354 особи (99,7%) румунів. Усі жителі села рідною мовою назвали румунську.